# Pinware River Provincial Park
Pinware River Provincial Park är en park i Kanada.   Den ligger i provinsen Newfoundland och Labrador, i den östra delen av landet, 1 600 km öster om huvudstaden Ottawa. Pinware River Provincial Park ligger 8 meter över havet.
Terrängen runt Pinware River Provincial Park är kuperad västerut, men åt nordost är den platt. Havet är nära Pinware River Provincial Park åt sydost. Trakten är glest befolkad. Närmaste större samhälle är L'Anse-au-Loup, 15,8 km sydväst om Pinware River Provincial Park. 